# Uta Taeger
Uta Taeger, née le 12 février 1940 à Berlin, Allemagne, est une comédienne allemande.

## Biographie
L'essentiel de sa carrière s'est déroulé en France depuis la fin des années 1950.
Venue à l'écran lors de la Nouvelle Vague, elle se dirige très rapidement vers les productions internationales. Mariée au chanteur Jean-Claude Darnal, elle est la mère de la chanteuse Julie Darnal et de Thomas Darnal, ancien membre de la Mano Negra, elle a elle-même enregistré au milieu des années 1960 un 45 tours culte (Hier, aujourd'hui, demain / Baudelaire), peu de temps après avoir tenu le rôle d'une « yéyé-girl » dans la comédie Trois enfants dans le désordre.
En 1970, elle a été la partenaire de Claude Mann dans la série Un taxi dans les nuages diffusée sur la Première chaîne de l'ORTF.

## Filmographie

### Cinéma
- 1959 : Le Signe du lion d'Éric Rohmer
- 1959 : Les Dragueurs : Myriam
- 1960 : Aimez-vous Brahms ? (film) (Good Bye Again) d'Anatole Litvak : Gaby
- 1962 : Le Cousin de Callao (Court-métrage) : Sylvie
- 1966 : Trois enfants dans le désordre de Léo Joannon : Zoé
- 1966 : Vivre pour vivre de Claude Lelouch : Lucy
- 1968 : Erotissimo de Gérard Pirès : Jeanne
- 1978 : Le Dossier 51 de Michel Deville : Esculape 2
- 1979 : Airport 80 Concorde (The Concorde : Airport 79) de David Lowell Rich : Un garde de sécurité français #2
- 1983 : Archipel des amours de Michel Delahaye : Eva
- 2007 : 72/50 d'Armel de Lorme et Gauthier Fages de Bouteiller

### Télévision
- 1964 : L'Écornifleur d'Edmond Tyborowski (Téléfilm) : Marguerite
- 1968 : Au théâtre ce soir (série télévisée) : La cuisinière
- 1968 : Don Juan revient de guerre de Marcel Cravenne (Téléfilm) : La serveuse
- 1970 : Les Saintes chéries (série télévisée)
- 1970 : Un taxi dans les nuages (série télévisée) : Eliane
- 1976 : Une place forte (Téléfilm) : Claire Monnier
- 1976 : Ein Fall für Stein (série télévisée) : Paula
- 1978 : Erreurs judiciaires (série télévisée) : Henriette
- 1980 : The Hostage Tower de Claudio Guzman (Téléfilm) : Une jeune lady allemande
- 1980 : La Faute de Monsieur Bertillon (Téléfilm) : Amélie Bertillon
- 1981 : Quatre femmes, quatre vies : Des chandails pour l'hiver (Téléfilm) : Une amie de Laurence

## Théâtre
- 1959 : La Bagatelle de Marcel Achard, mise en scène Jean Meyer, Théâtre des Célestins
- 1960 : Le Mobile d'Alexandre Rivemale, mise en scène Jean-Pierre Grenier, Théâtre Fontaine
- 1961 : Le Petit Bouchon de Michel André, mise en scène Jacques Mauclair, Théâtre des Variétés
- 1962 : Les Cailloux de Félicien Marceau, mise en scène André Barsacq, Théâtre de l'Atelier
- 1962 : Victor ou les Enfants au pouvoir de Roger Vitrac, mise en scène Jean Anouilh et Roland Piétri, Théâtre de l'Ambigu
- 1963 : Victor ou les Enfants au pouvoir de Roger Vitrac, mise en scène Jean Anouilh et Roland Piétri, Théâtre de l'Athénée
- 1964 : La Dame de la mer d'Henrik Ibsen, mise en scène Sacha Pitoëff, Théâtre de l'Œuvre
- 1965 : Le Plus Grand des hasards d'André Gillois et Max Régnier, mise en scène Georges Douking, Théâtre de la Porte Saint Martin
- 1967 : Des petits bonhommes dans du papier journal de Jean-Claude Darnal, mise en scène Bernard Jenny, Théâtre du Vieux-Colombier
- 1972 : Le Directeur de l'Opéra de Jean Anouilh, mise en scène de l'auteur et Roland Piétri, Comédie des Champs-Élysées
- 1973 : Butley de Simon Gray, mise en scène Michel Fagadau, Théâtre des Célestins, Théâtre de la Gaîté-Montparnasse
- 1976 : Chers Zoiseaux de Jean Anouilh, mise en scène Jean Anouilh et Roland Piétri, Comédie des Champs-Élysées
- 1984 : L'élève de Brecht, de Bernard Da Costa, mise en scène de Nicolas Bataille, Paris (France) : Théâtre de Poche,